# Greca

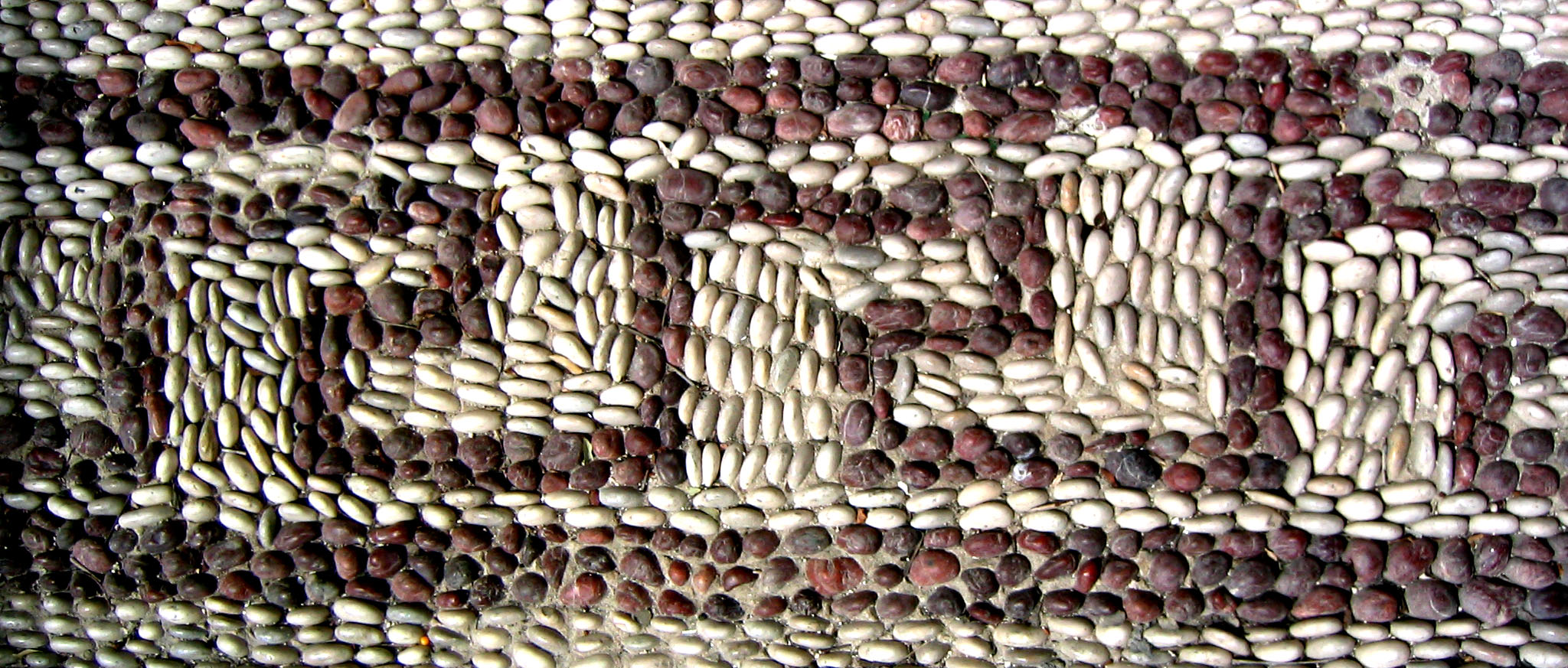
Decoració en forma de greca en un antic carrer de Rodes

Una greca, també anomenada meandre, és una mena de sanefa decorativa feta a partir d'un seguit de ratlles enllaçades mitjançant angles rectes que acaben formant una línia contínua replegada sobre si mateixa, de manera que en resulta un motiu repetitiu amb entrants i sortints, com si volgués representar una ona estilitzada o bé, com proposa Károly Kerényi, la figura d'un laberint de forma lineal. El nom alternatiu de «meandre» sembla que derivaria de la llera tortuosa del riu Meandre, a Turquia.
Les greques són elements decoratius molt habituals en l'art grec –d'aquí el nom amb què són conegudes– i posteriorment en l'art romà. A l'antiga Grècia apareixen en un bon nombre de frisos arquitectònics i en les franges ornamentals de molts atuells de ceràmica, a partir del període geomètric. Aquest motiu ornamental segurament devia tenir un significat específic entre els grecs, i es diu que simbolitzava l'infinit i la unitat. La greca ha fet fortuna més enllà de l'edat antiga i encara avui dia els edificis d'estil clàssic o neoclàssic la fan servir de forma habitual. També el partit d'extrema dreta grec Alba Daurada la utilitza com a símbol.

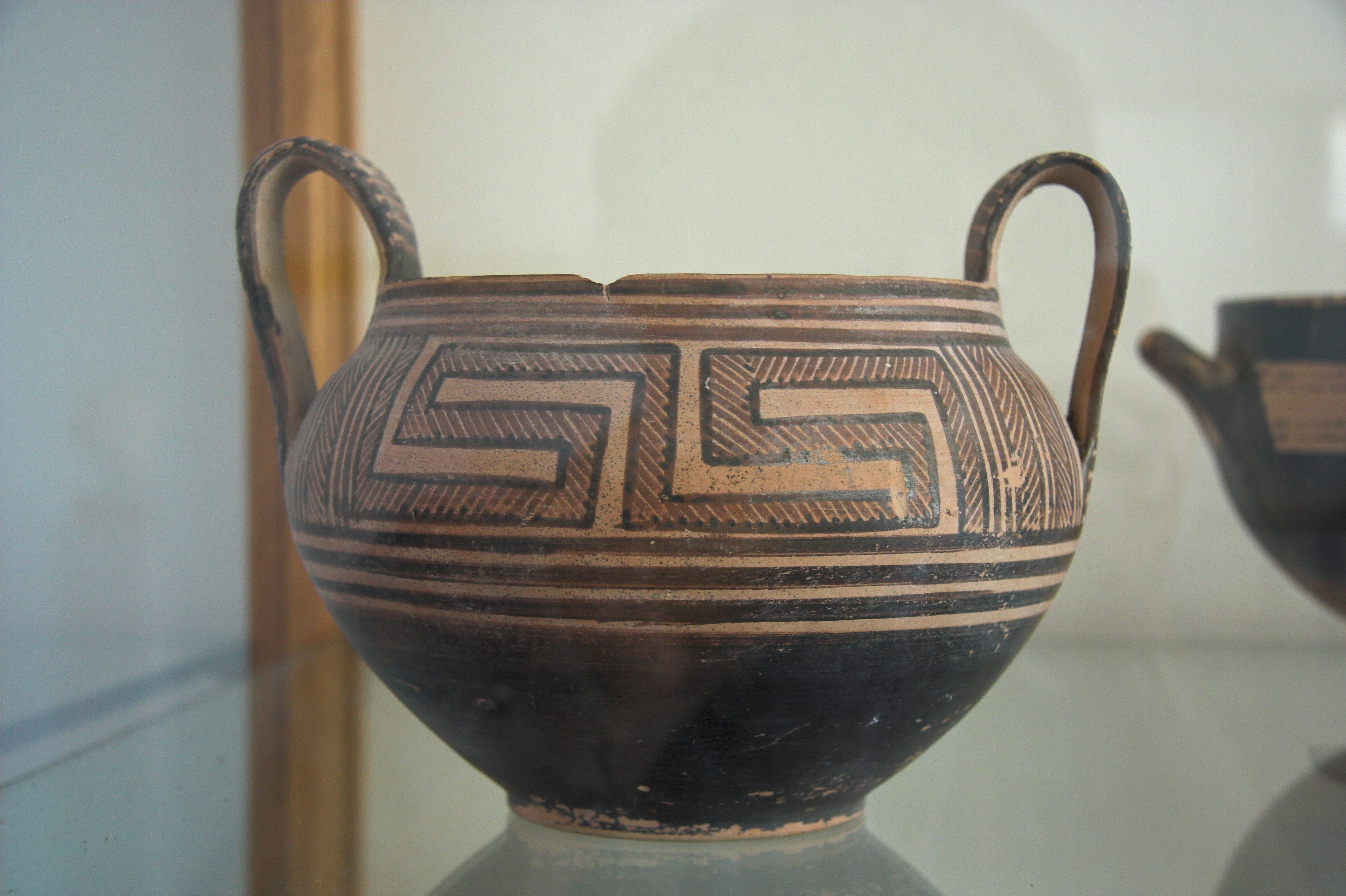
Atuell d'estil geomètric guarnit amb una greca, Museu Arqueològic de Tinos
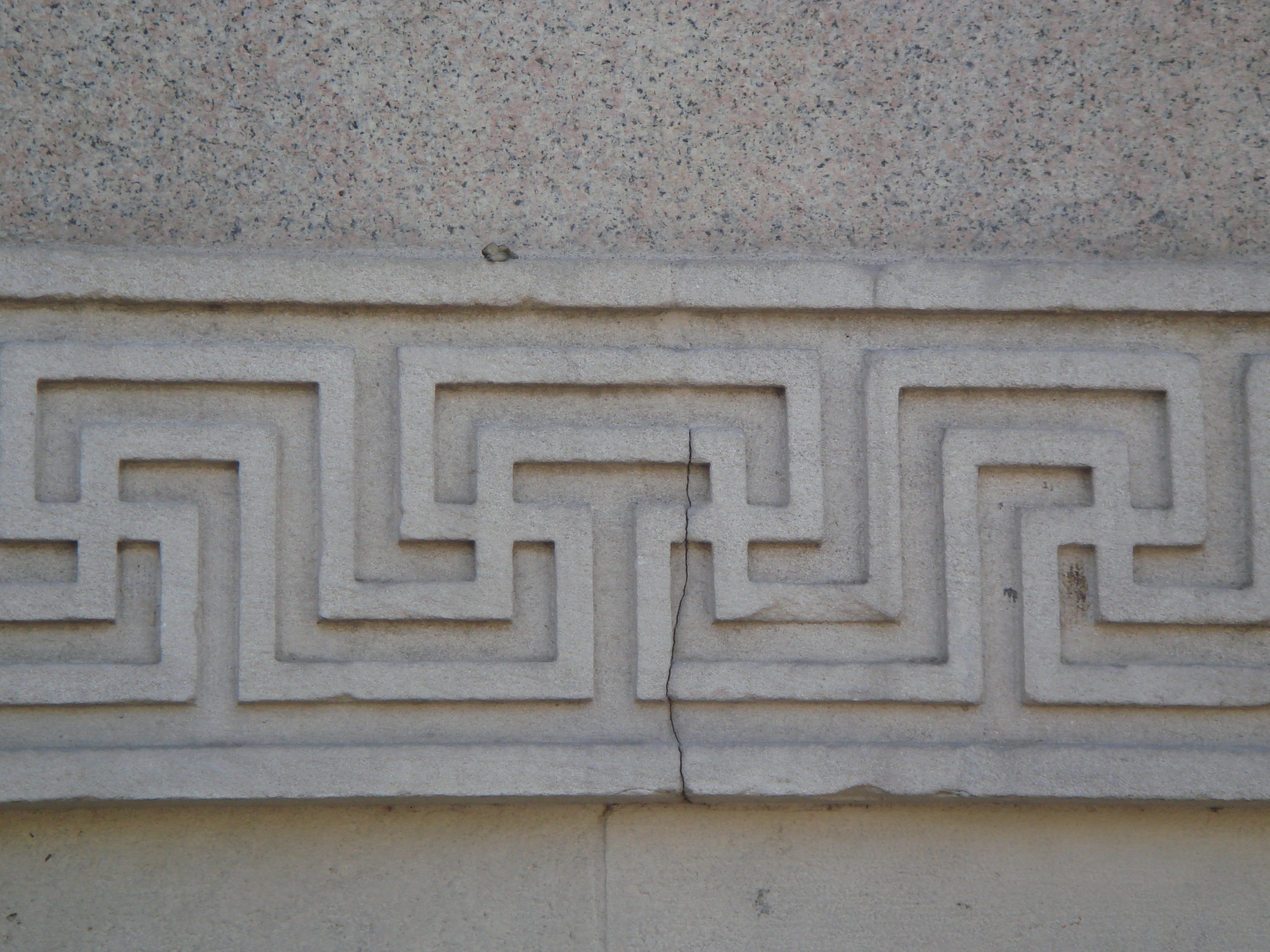
Greca decorativa en relleu, Porta Venezia (Milà)
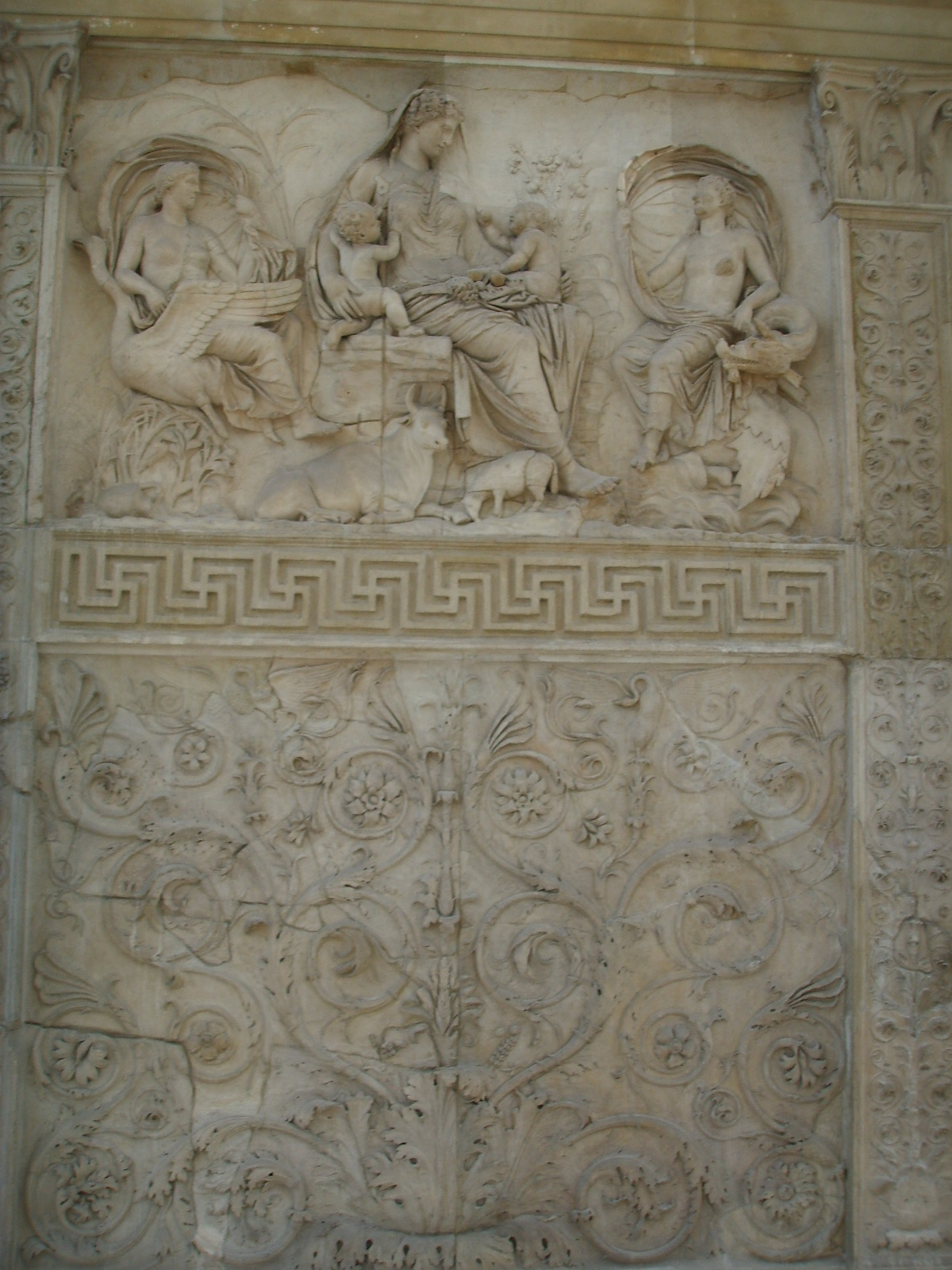
Motiu en forma de greca en el plafó de la Saturnia Tellus de l'Ara Pacis
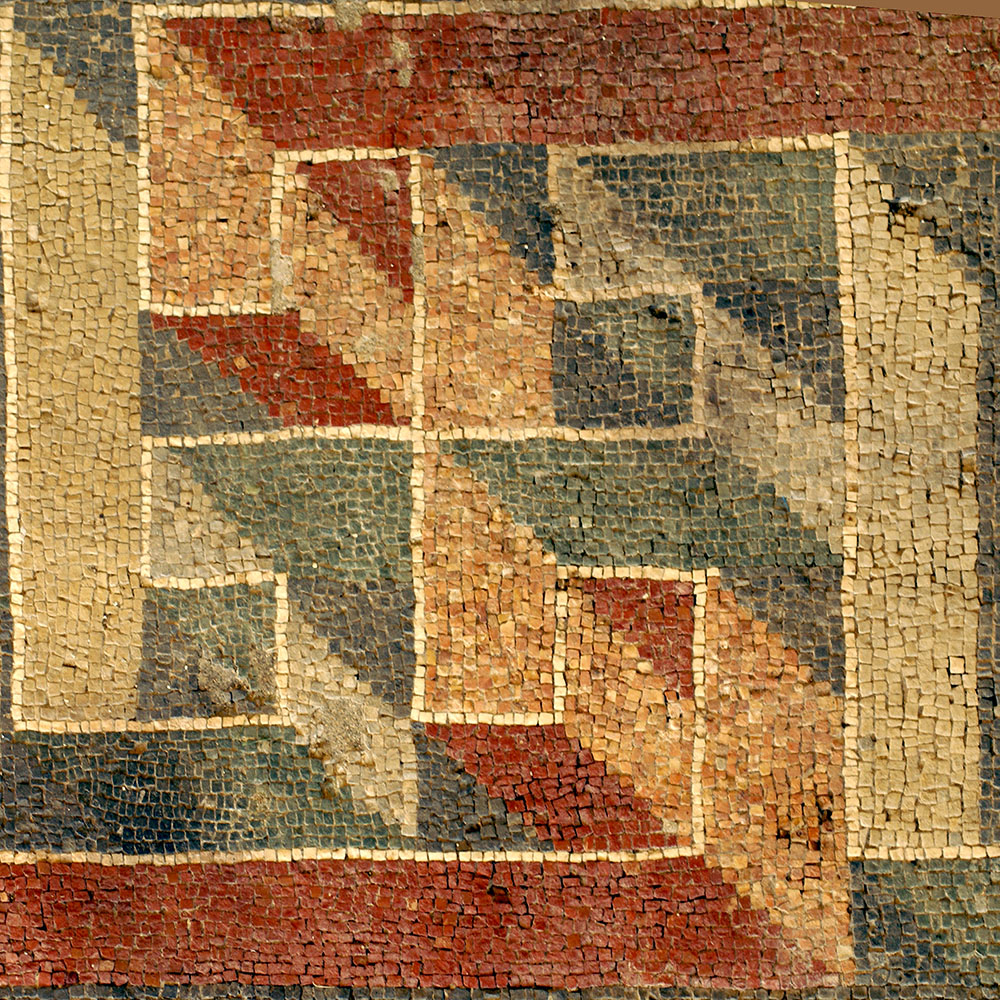
Greca de la vil·la romana del Tellaro (Sicília)
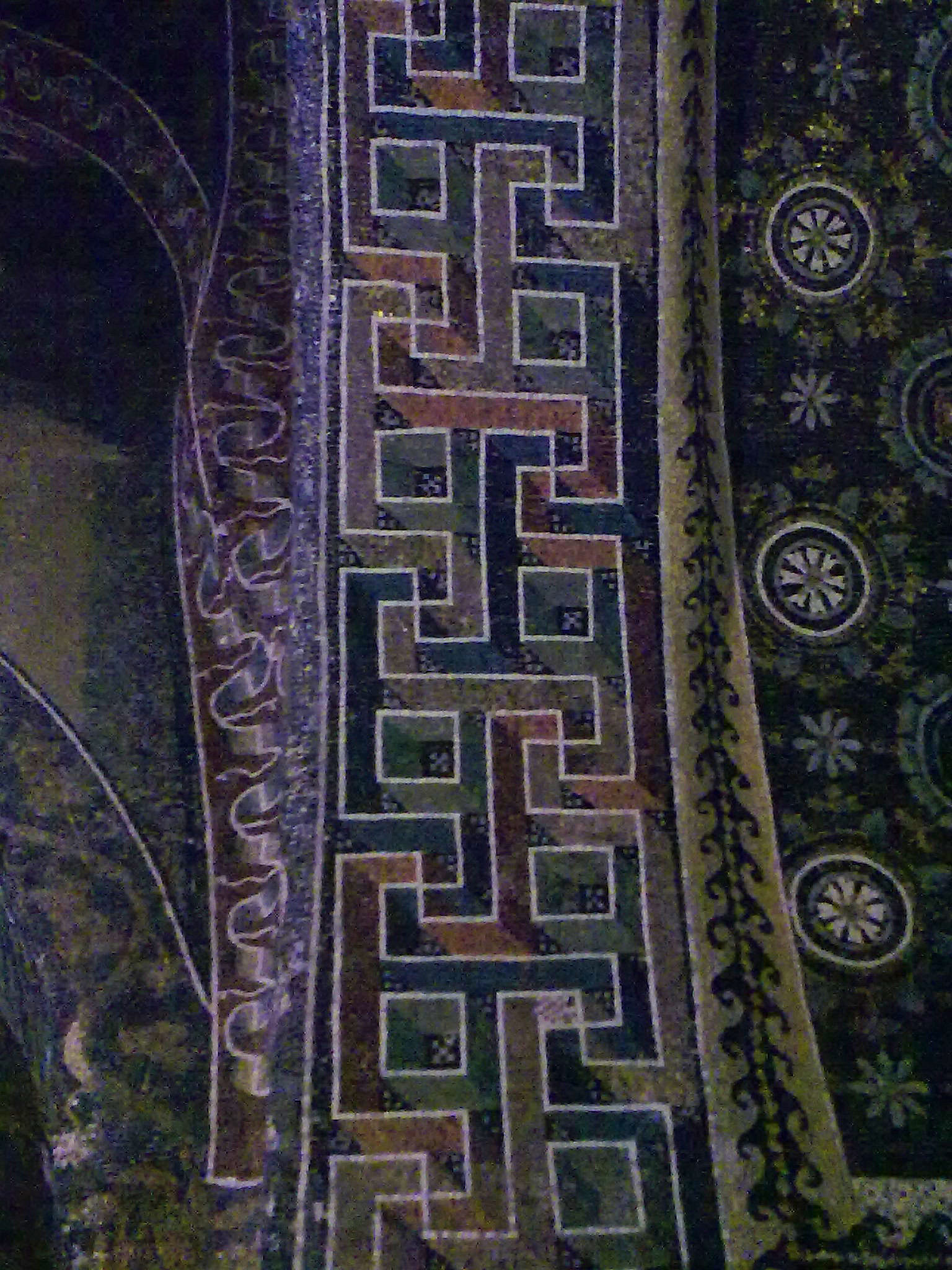
Decoració en forma de greca al mausoleu de Gal·la Placídia (Ravenna)